# NGC 6087
إن جي سي 6087 (NGC 6087) هو عنقود مفتوح من 40 نجم أو أكثر[بحاجة لمصدر] تتركز على متغير قيفاوي من كوكبة مسطرة النقاش. يبعد مسافة حوالي 3500 سنة ضوئية ويغطي مجال تقريبا ربع درجة.

## وصلات خارجية
- NGC 6087 على موقع ويكي سكاي: DSS2, SDSS, GALEX, IRAS, Hydrogen α, X-Ray, Astrophoto, Sky Map, Articles and images

## للإستزادة
- قائمة أجرام NGC